# Tom Chilton

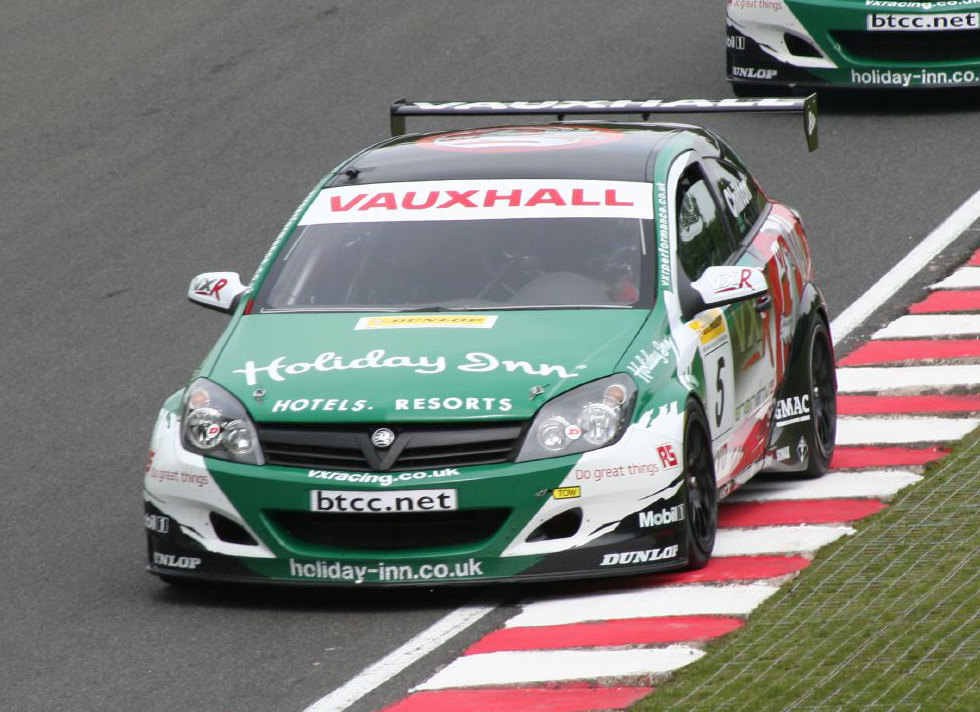
Tom Chilton w barwach VX Racing podczas wyścigu na Oulton Park w 2006 roku

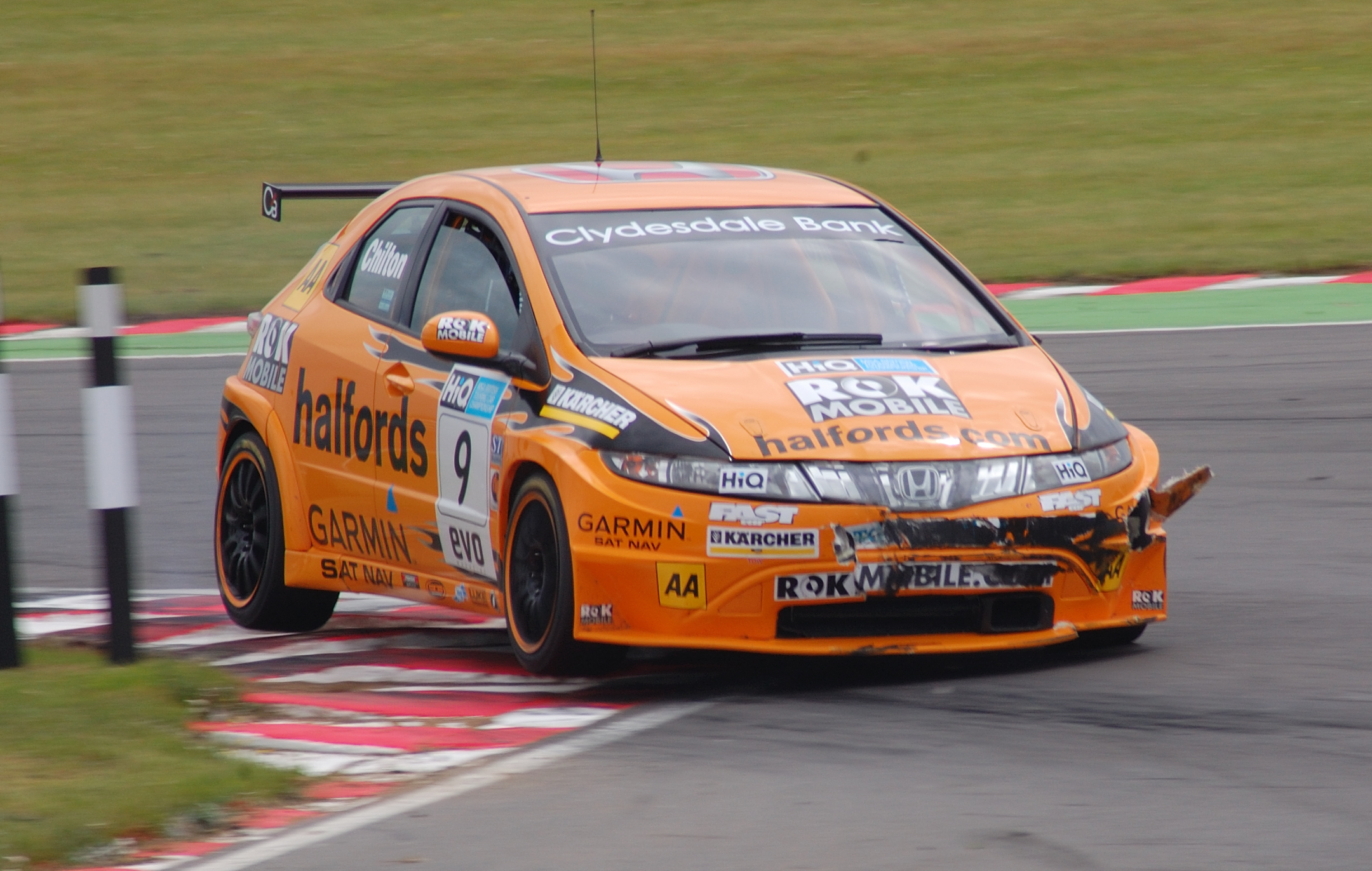
Tom w uszkodzonej Hondzie Civic na torze Snetterton (2008)

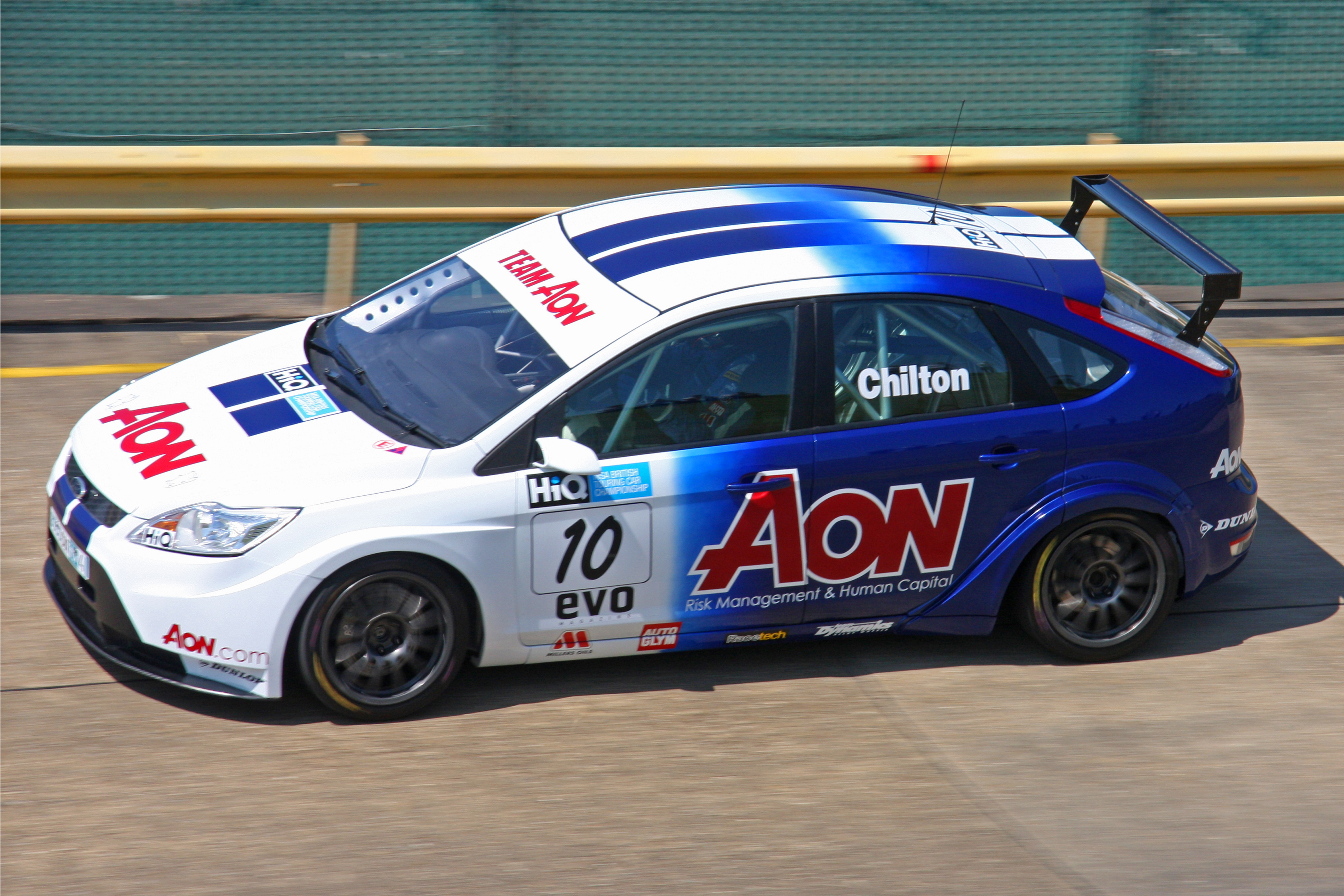
Tom Chilton w sezonie 2009

Tom Chilton (ur. 15 marca 1985 w Reigate, hrabstwo Surrey) – brytyjski kierowca wyścigowy, obecnie kierowca zespołu RML w serii World Touring Car Championship.

## Początki kariery
W 1999 roku, w wieku 14 lat Tom Chilton otrzymał licencję wyścigową i rozpoczął uczestnictwo w T-Car Championship, nowo powstałych, organizowanych przez BRSCC (British Racing & Sports Car Club) mistrzostwach samochodów turystycznych dla kierowców w wieku 14-17 lat. Do swojego pierwszego wyścigu (rozegranego na torze Castle Combe w hrabstwie Wiltshire) przystąpił jako najmłodszy kierowca w historii brytyjskich wyścigów samochodowych. W pierwszym sezonie wziął udział w sześciu wyścigach, a w kolejnym startował już regularnie, zajmując trzecie miejsce w klasyfikacji końcowej sezonu. W 2001 roku zaczął odnosić zwycięstwa - łącznie wygrał siedem wyścigów. Pod koniec sezonu znajdował się na pozycji lidera klasyfikacji generalnej, lecz stracił szansę na zdobycie tytułu mistrzowskiego z powodu niemożności wzięcia udziału w trzech ostatnich rundach (ostatecznie został sklasyfikowany na trzecim miejscu). W tym samym roku zdobył ponadto mistrzostwo w Winter Saloon Car Championship, zawodach również organizowanych przez klub BRSCC, gdzie startował w Volkswagenie Vento VR6.

## BTCC

### 2002: Barwell Motorsport
W 2002 roku rozpoczął karierę w BTCC jako partner byłego motocyklisty Aarona Slighta w zespole Barwell Motorsport. Mając 17 lat, został najmłodszym zawodnikiem w historii tej serii wyścigowej. W pierwszej oficjalnej przedsezonowej sesji testowej na torze Silverstone uzyskał szósty czas, natomiast w kolejnej, na torze Brands Hatch, był już czwarty. Do inauguracyjnego wyścigu sezonu zakwalifikował się na piątej pozycji, a ukończył go na trzecim miejscu, bijąc tym samym kolejny rekord wiekowy - został najmłodszym kierowcą kończącym wyścig serii BTCC na podium. Ostatecznie w sezonie 2002 zajął piętnaste miejsce w klasyfikacji generalnej i piąte w klasyfikacji kierowców zespołów niezależnych (Independents Cup).
W listopadzie wystartował w Grand Prix Makau w kategorii samochodów turystycznych (wyścig Macau Guia), gdzie reprezentował zespół Edenbridge Racing. Za kierownicą BMW 320i zakwalifikował się na dziewiętnastej pozycji. Pierwszy wyścig zakończył na dwudziestym miejscu, a w drugim awansował na ósmą pozycję. Sumaryczny wynik obydwu wyścigów dał mu siódme miejsce w ostatecznej klasyfikacji Macau Guia.

### 2003-2005: Arena Motorsport
Pod koniec 2002 roku wziął udział w sesji testowej zespołu Arena Motorsport, który począwszy od sezonu 2002 startował jako fabryczny zespół Honda Racing dzięki współpracy podjętej z japońskim producentem w październiku poprzedniego roku. W styczniu 2003 Tom Chilton został oficjalnie ogłoszony jednym z kierowców Honda Racing, dzięki czemu stał się najmłodszym fabrycznym kierowcą w historii BTCC. W drugim wyścigu otwierającej sezon rundy na torze Mondello Park po raz drugi w karierze zajął trzecie miejsce w wyścigu - było to jego jedyne podium w tym sezonie. Podczas sesji kwalifikacyjnej do pierwszego wyścigu siódmej rundy na Snetterton Circuit osiągnął swój najlepszy rezultat w dotychczasowej karierze w serii - trzecie miejsce. W trakcie ostatniej rundy sezonu na torze Oulton Park chorował na anginę, której silne objawy uniemożliwiły mu start w drugim wyścigu. Po kilku dniach jego stan zdrowia uległ pogorszeniu, w wyniku czego konieczna stała się hospitalizacja. Sezon 2003 ukończył ostatecznie na dziewiątym miejscu w klasyfikacji generalnej.
W kolejnym roku Honda ograniczyła wsparcie dla Arena Motorsport, przez co budżet zespołu pozwolił na wystawienie do mistrzostw tylko jednego samochodu, którego kierowcą został Tom Chilton. Do pierwszego wyścigu sezonu wystartował z piątej pozycji. Po starcie utrzymał ją, lecz z powodu błędu popełnionego na trzecim okrążeniu wypadł z toru, przez co stracił około 10 sekund i został wyprzedzony przez siedmiu zawodników. Na dalszych okrążeniach awansował o dwa miejsca i do mety dojechał na dziesiątej pozycji, dzięki czemu do drugiego wyścigu dnia, po raz pierwszy w karierze w BTCC wystartował z pole position, jednak szansę na zwycięstwo stracił za sprawą zbyt wolnego startu. Pierwsze podium w tym sezonie zdobył w drugiej rundzie na Brands Hatch (trzecie miejsce), a w kolejnej, na torze Silverstone, podczas ostatniego wyścigu dnia odniósł swoje pierwsze zwycięstwo w serii, startując z dziesiątej pozycji. Mając wówczas 19 lat, został najmłodszym zwycięzcą wyścigu w historii BTCC. W siódmej rundzie na szkockim torze Knockhill zajął najwyższe w dotychczasowej karierze, drugie miejsce w sesji kwalifikacyjnej, lecz podczas pierwszego wyścigu został wyprzedzony przez Colina Turkingtona i do mety dojechał na trzeciej pozycji. Straconą lokatę odzyskał jednak po wyścigu za sprawą 7,5-sekundowej kary nałożonej przez sędziów na Turkingtona za wyprzedzenie Jamesa Thompsona, kiedy na torze obowiązywała żółta flaga. Po raz czwarty w tym sezonie na podium stanął w dziewiątej rundzie na torze Snetterton, a 26 września, w przedostatnim wyścigu w 2004 roku (na torze Donington Park) odniósł swoje drugie zwycięstwo. Do ostatniego wyścigu sezonu wystartował z pole position (zwycięstwo w drugim wyścigu dnia według ówczesnych przepisów oznaczało start z początku stawki w trzecim wyścigu), lecz do mety dojechał na dwunastej pozycji, głównie za sprawą 60-kilogramowego balastu, który został mu przydzielony z racji wygrania jednej z eliminacji dnia. Pomimo zdobycia 116 punktów w mistrzostwach (o 46 więcej niż w roku poprzednim), w klasyfikacji generalnej ponownie zajął dziewiąte miejsce.
Plany Chiltona na sezon 2005 obejmowały starty w niemieckiej serii DTM za pośrednictwem programu wspieranego przez MG Rover, co jednak nie powiodło się za sprawą upadku brytyjskiej marki. Do BTCC powrócił wraz z Arena Motorsport w drugiej rundzie sezonu i pomimo startu jedynie w 24 z 30 wyścigów zdobył 5. miejsce w klasyfikacji generalnej, co jest jego największym osiągnięciem w karierze w BTCC. W sezonie 2005 Chilton uczestniczył ponadto w American Le Mans Series i Le Mans Series wraz z zespołem Zytek Team. Zdobył 6. miejsce w LMS i 8. w ALMS, odniósł także po jednym zwycięstwie w każdej z tych serii.

### 2006-2007: VX Racing
W 2006 roku podpisał kontrakt z fabrycznym zespołem Vauxhalla, VX Racing i został partnerem przyszłego mistrza BTCC, Fabrizio Giovanardiego. Sezon nie był udany dla zespołu, przez co Chilton nie wygrał ani jednego wyścigu, a w klasyfikacji kierowców zajął 7. miejsce. W 2007 roku, pomimo dobrej postawy zespołu i 10 zwycięstw odniesionych przez Giovanardiego, Tom nie wygrał ani jednego wyścigu i został sklasyfikowany dopiero na 9. miejscu.
Tom Chilton wystąpił w 6. odcinku 10. serii programu motoryzacyjnego Top Gear, gdzie wraz z innymi kierowcami BTCC (m.in. Matt Neal i Mat Jackson) wzięli udział w wyścigu kamperów. Odcinek ten został wyemitowany w brytyjskiej telewizji BBC 18 listopada 2007 r.

### 2008: Team Dynamics
W listopadzie 2007 ogłoszono, iż Tom Chilton przechodzi do zespołu Team Halfords, gdzie po raz kolejny w swojej karierze będzie startował za kierownicą Hondy Civic, która, jak twierdzi, bardziej odpowiada jego stylowi jazdy niż dotychczasowy samochód, Vauxhall Vectra. Został partnerem Gordona Sheddena, zdobywcy 4 zwycięstw i 3. miejsca w klasyfikacji w sezonie 2007. W finałowym wyścigu sezonu na torze Brands Hatch odniósł pierwsze od trzech lat zwycięstwo, a w klasyfikacji generalnej zajął 10. miejsce.

### 2009-2011: Team Aon
W sezonie 2009 Chilton po raz kolejny w swojej karierze reprezentował barwy zespołu Arena Motorsport, który dzięki pozyskaniu nowych sponsorów po trzyletniej przerwie powrócił do serii BTCC pod nazwą Team Aon. Został sklasyfikowany na trzynastym miejscu w końcowej klasyfikacji kierowców. Sezon ten ukończył na trzynastej pozycji. Rok później siedmiokrotnie stawał na podium, w tym trzykrotnie na jego najwyższym stopniu. Powtórzył swój wynik  sprzed pięciu lat i w końcowej klasyfikacji kierowców uplasował się na piątym miejscu.
W 2011 roku Brytyjczyk wygrał dwa wyścigi. Tym razem jednak w pozostałych wyścigach zdobywał mniejsze ilości punktów. Uzbierane 135 punktów pozwoliło mu zdobyć siódme miejsce w klasyfikacji generalnej.

## WTCC
W sezonie 2012 Chilton kontynuował współpracę z zespołem Arena Motorsport, tym razem jednak w Mistrzostwach Świata Samochodów Sportowych WTCC. Jednak zdobył jedynie siedem punktów, co mu zapewniło 22 miejsce w końcowej klasyfikacji. W kolejnym sezonie, w 2013 roku, podpisał kontrakt z brytyjskim zespołem RML. W ciągu 24 wyścigów sześciokrotnie stawał na podium, a dwukrotnie odnosił zwycięstwa. Z dorobkiem 213 punktów uplasował się na piątym miejscu w końcowej klasyfikacji kierowców. 
W sezonie 2014 Chilton ponownie zmienił zespół. Tym razem korzystał z samochodu włoskiej ekipy ROAL Motorsport. W pierwszym wyścigu w Pekinie stanął na najwyższym stopniu podium, a w pierwszym wyścigu w Japonii był drugi. Uzbierał łącznie 150 punktów, które zapewniły mu ósme miejsce w klasyfikacji generalnej.

## Statystyki
| Przebieg kariery w BTCC                                                         | Przebieg kariery w BTCC                                                         | Przebieg kariery w BTCC    | Przebieg kariery w BTCC | Przebieg kariery w BTCC | Przebieg kariery w BTCC |
| Sezon                                                                           | Zespół                                                                          | Samochód                   | Zwycięstwa              | Punkty                  | Miejsce                 |
| ------------------------------------------------------------------------------- | ------------------------------------------------------------------------------- | -------------------------- | ----------------------- | ----------------------- | ----------------------- |
| 2002                                                                            | Barwell Motorsport                                                              | Vauxhall Astra Coupé       | -                       | 14                      | 15                      |
| 2003                                                                            | Honda Racing                                                                    | Honda Civic Type-R         | -                       | 70                      | 9                       |
| 2004                                                                            | Team Honda                                                                      | Honda Civic Type-R         | 2                       | 116                     | 9                       |
| 2005                                                                            | Arena Motorsport                                                                | Honda Civic Type-R         | 4                       | 175                     | 5                       |
| 2006                                                                            | VX Racing                                                                       | Vauxhall Astra Sport Hatch | -                       | 139                     | 7                       |
| 2007                                                                            | VX Racing                                                                       | Vauxhall Vectra            | -                       | 130                     | 9                       |
| 2008                                                                            | Team Halfords                                                                   | Honda Civic Type-R         | 1                       | 107                     | 10                      |
| 2009                                                                            | Team Aon                                                                        | Ford Focus ST              | -                       | 55                      | 13                      |
| 2010                                                                            | Team Aon                                                                        | Ford Focus ST              | 3                       | 191                     | 5                       |
| 2011                                                                            | Team Aon                                                                        | Ford Focus ST              | 2                       | 135                     | 7                       |
| Statystyki                                                                      |                                                                                 |                            |                         |                         |                         |
| Przejechane wyścigi Zwycięstwa Podium Pole position Najszybsze okrążenia Punkty | Przejechane wyścigi Zwycięstwa Podium Pole position Najszybsze okrążenia Punkty | 271 12 45 10 11 1128       | 271 12 45 10 11 1128    | 271 12 45 10 11 1128    | 271 12 45 10 11 1128    |

## Życie prywatne
Brat Toma Chiltona, Max, również jest kierowcą wyścigowym. W latach 2013-2014 startował w Formule 1.